# Trogoderma puncticolle
Trogoderma puncticolle is een keversoort uit de familie spektorren (Dermestidae). De wetenschappelijke naam van de soort werd in 1914 gepubliceerd door Thomas Broun.